# Незламное (Херсонский район)
Незламное (укр. Незламне; до 2024 года — Первомайское) — посёлок в Белозёрской поселковой общине Херсонского района Херсонской области Украины.
Почтовый индекс — 75005. Телефонный код — 5547. Код КОАТУУ — 6520381405.

## Население
Население по переписи 2001 года составляло 241 человек.

### Языковой состав
Родной язык населения по данным переписи 2001 года:
| Язык       | Численность, чел. | Доля     |
| ---------- | ----------------- | -------- |
| Украинский | 234               | 97,10 %  |
| Русский    | 7                 | 2,90 %   |
| Итого      | 241               | 100,00 % |

## Происхождение названия
Село было названо в честь праздника весны и труда Первомая, отмечаемого в различных странах 1 мая; в СССР он назывался Международным днём солидарности трудящихся.
На территории Украиской ССР имелись 50 населённых населённых пунктов с названием Першотравневое и 27 — с названием Первомайское.

## Местный совет
75003, Херсонская обл., Белозёрский р-н, пос. Днепровское, ул. Центральная, 1а